# A2AD
A2AD (англ. anti-access and area denial — ограничение и воспрещение доступа и манёвра) — концепция сдерживания противника (обычно комплексом вооружений) путём создания повышенной опасности для дислокации или перемещения сил противника в защищаемую местность.
Термин стал особенно широко применяться экспертами в современной военной науке с момента разработки Россией и Китаем дальних ракетных систем из ОТРК, ПВО и противокорабельных ракетных комплексов, которые создают «защитную сферу», в которую войска НАТО не могут проникнуть без риска неприемлемого ущерба. Тем не менее, системы создания зон закрытого доступа известны очень давно в виде мин или же, использовавшихся даже в древности, различных шипов и ловушек против движения вражеских сил. Одним из древнейших военных заграждений для организации зоны закрытого доступа является противоконное заграждение «чеснок».

## Состав ключевых вооружений для организации анти-интервенциональных зон
По мнению западных аналитиков, ОТРК «Искандер» наряду с такими системами ПВО, как С-400 и береговыми противокорабельными комплексами класса «Бастион», играет ключевую роль в организации анти-интервенциональных зон для ВС России, которая заключается в том, что войска НАТО не могут находиться и передвигаться в радиусе действия систем запретной зоны  без риска нанесения им неприемлемого ущерба. Китайские системы создания анти-интервенциональноых зон имеют ориентированы на уничтожение авианосных ударных групп за счёт противокорабельных баллистических ракет DF-21D и DF-26, а также закупленных в России подводных лодок «Варшавянка» и комплексов С-300 и С-400, так как гипотетические сценарии военного конфликта подразумевают столкновение с флотом США.

## Экспертная дискуссия по терминологии
В октябре 2016 года руководитель военно-морскими операциями США адмирал Джон Ричардсон в своей статье в National Interest заявил, что нужно прекратить использовать аббревиатуру A2/AD, ссылаясь на нечёткость определения, какие вооружения за этим стоят, а главное — на то, что само существование данного термина указывает на невозможность выполнения задач флотом США в каком-либо районе. Dan Goure, вице-президент Лексингтонского Института и один из советников Президента США, в ответной статье парировал адмиралу, что, конечно, вооружённые силы США способны проникнуть в зоны A2/AD, но цена такого проникновения может быть неприемлемой, количество ресурсов для этого - дискуссионное, а главное — это не имеет отношения к самому термину. Другие эксперты National Interest, анализируя выступления вице-адмирала ВМС США Джеймса Фогго, отмечают, что по смыслу он оперирует термином A2/AD, несмотря на официальную позицию ВМФ США.
Бывший командующий всеми силами НАТО в Европе генерал Филип Бридлав считает термин правильным и использует его в своих официальных выступлениях. Крупнейшая военная аналитическая организация IISS, занятая оценкой баланса вооружённых сил и широко известная по самому авторитетному справочнику в этой области — Military Balance, широко применяет термин. Также крупнейший военно-политический журнал США National Interest широко использует термин в публикациях самых разных экспертов. Поскольку большинство военных экспертов, очевидно, признаёт термин, то отрицание уже сложившегося консенсуса по терминологии скорее является маргинальным.

## Известные анти-интервенциональные зоны
Западные военные аналитики указывают, что Россией созданы анти-интервенциональные зоны с центрами в следующих населенных пунктах:
- Калининград
- Крым и Севастополь
- Мурманск, Полярный
- Санкт-Петербург
- Москва
- Новороссийск
- Новосибирск
- Владивосток
- Находка
- Петропавловск-Камчатский
- Новая Земля
- Тикси
- Авиабаза «Хмеймим» в Латакии, Сирия

Китайские зоны A2/AD созданы по большей части вокруг спорных территорий, таких, как Тайвань и искусственные морские острова в архипелаге Спратли.